# Riama labionis
Riama labionis är en ödleart som beskrevs av  Kizirian 1996. Riama labionis ingår i släktet Riama och familjen Gymnophthalmidae. Inga underarter finns listade i Catalogue of Life.